# Sony Ericsson W580i
Sony Ericsson W580i — сотовый телефон компании Sony Ericsson, выпущенный в 2007 году.

## Позиционирование
Sony Ericsson W580i — представитель линейки Walkman. Среди телефонов Sony Ericsson конкурентом для Sony Ericsson W580i является модель Sony Ericsson W850i. Существует мнение, что в июле 2007 года среди аппаратов других производителей мог конкурировать только Samsung E740. По другим данным по приёму сигнала в 2007 году Sony Ericsson W580i проигрывал сотовым телефонам компании Nokia.

## Дисплей
TFT-дисплей с диагональю 2 дюйма, способен отображать до 262000 цветов, поддерживая разрешение 240х320 точек.

## Коммуникации
Sony Ericsson W580i может работать в режиме съёмного накопителя, поддерживая скорость передачи данных около 500—600 кб/с.
- Поддержка Bluetooth 2.0

## Радио
В Sony Ericsson W580i — встроенное радио с поддержкой RDS, с автопоиском, памятью на 20 радиостанций и функции TrackID, которая позволяла пользователю бесплатно получить название прослушиваемого трека. Поиск названия осуществлялась следующим образом:
- записывался звук длительностью 10 с, идущего на наушники или динамик;
- автоматически передавалась запись по GPRS-каналу на вычислительный сервер SonyEricsson, где бесплатно осуществлялся поиск треков со схожей АЧХ.
- название трека отправлялся пользователю.

## Камера
Камера Sony Ericsson W580i 2 мегапиксельная. Её недостатком является отсутствие поддержки автофокуса.

## Корпус
- Со снятием крышки для доступа к аккумулятору аппарата существуют проблемы[3] — существует опасность повреждения корпуса.